# Edubuntu
Edubuntuは学校内の教室、家庭、および共同体での使用向けに設計されたUbuntuオペレーティングシステムの公式派生版である。Ubuntu Education Editionという名前であった時期もある。
Edubuntuは複数の国の教師や教育学者が共同で開発した。EdubuntuはUbuntuをベースにビルドされ、LTSPシンクライアントアーキテクチャや教育関連アプリケーションを取り込み、6-18歳の年代を対象としている。Edubuntuは、インストールと継続的なシステムメンテナンスが簡単に行えるよう設計されている。

## 特徴
EdubuntuにはLinux Terminal Server Projectや、GCompris、KDE Edutainment Suite、Sabayon Profile Manager、Pessulus Lockdown Editor、Edubuntu Menueditor、LibreOffice、Gnome NannyやiTalcなどの教育関連アプリケーションが多数含まれている。以前はShipitサービスを介してEdubuntuのCDを無料で利用できたが、バージョン8.10（2008年）以降はDVD形式のダウンロードしか利用できない。
リリース23.04におけるEdubuntuのデフォルトGUIはGNOMEである。リリース12.04から14.04までにおけるEdubuntuのデフォルトGUIはUnityとなっていたが、それらのバージョンでも12.04以前からのデフォルトであるGNOMEも利用できた。リリース7.10からはKDEもEdubuntu KDEとして利用できる。2010年、EdubuntuとQimo 4 KidsプロジェクトはEdubuntu内でQimoを提供する作業に取り組んだが、CDに収録しきれないため達成されなかった。

## プロジェクトの目標
Edubuntuの一番の目標は、技術的知識やスキルが乏しい教育者がコンピュータラボやオンラインの学習環境を1時間以内に構築し、その環境をうまく管理できるようにすることであった。
Edubuntuの最も重要な設計目標は、構成、ユーザーおよびプロセスを、教室内の共同作業施設と連携して中央管理することであった。これと同じくらい重要なこととして、教育用自由ソフトウェアとデジタル教材の内、最良の物を可能な限り集めることがあった。Edubuntuの公式サイトに書かれた目標声明には、「私たちの目的は、教育現場で利用可能な最高のフリーソフトが全て含まれたシステムを構築し、インストールとメンテナンスを容易にすることです」と記されている。
さらに低予算な環境でも入手できる（古い）機器を、最大限利用できるようにすることも目標としている。

## バージョン

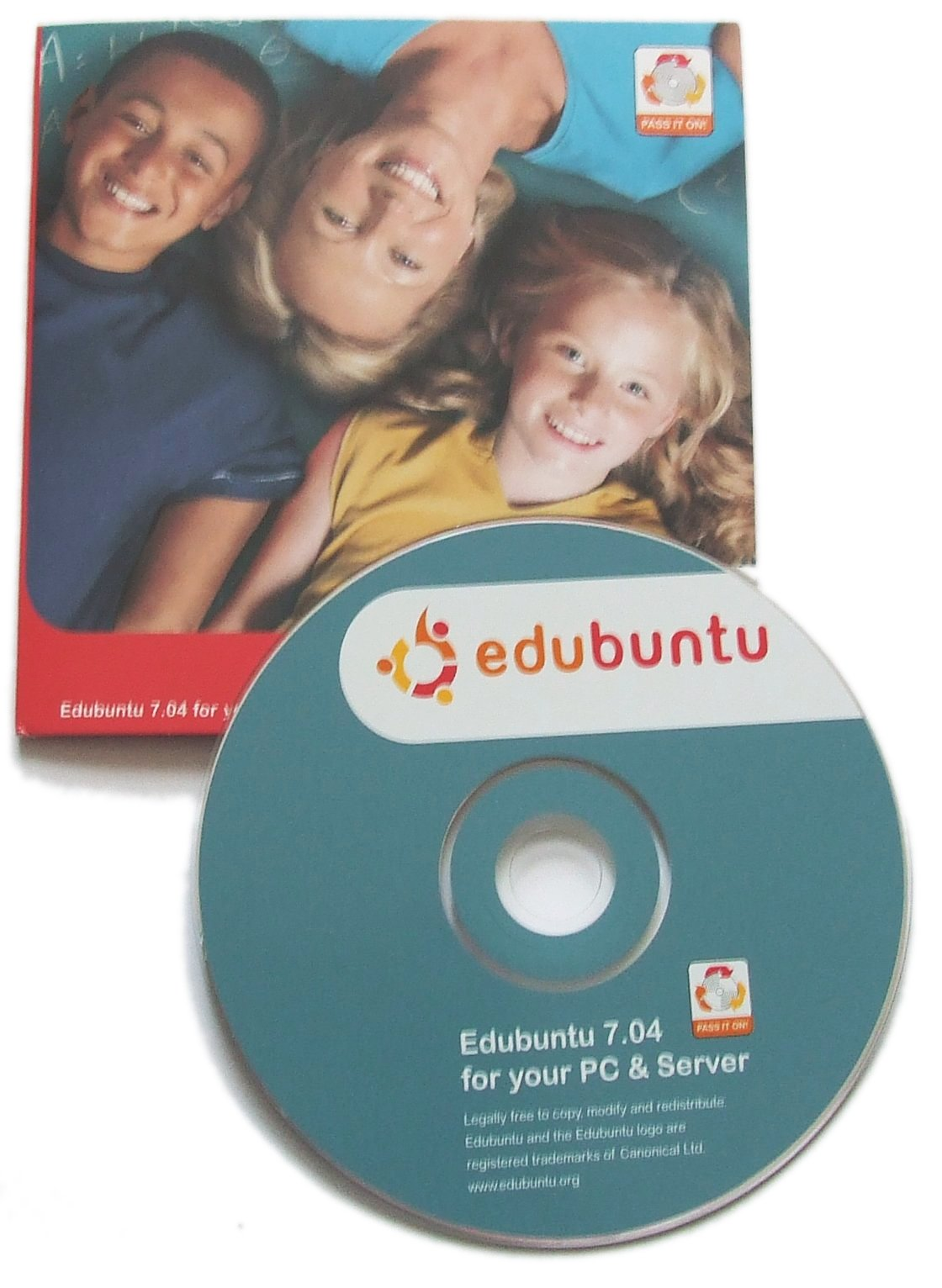
Edubuntu 7.04パッケージ

Edubuntuの最初のリリースは、2005年10月13日にBreezy Badgerというコードネームが付けられたUbuntu 5.10のリリースと同時であった。Edubuntuは8.04 Hardy Heronと同時に、Ubuntu Education Editionという名前に変更され、インストールもできるLiveCDから標準Ubuntuインストールへのアドオンへと変更された。バージョン9.10より、EdubuntuはアドオンCDからフルシステムDVDによる提供へと変更された。Edubuntuは、Ubuntuの公式リポジトリを使用する全てのディストリビューション（主にUbuntuとKubuntu）用の "edubuntu" パッケージを選択してインストールすることも可能である。
14.04以降、EdubuntuはLTS専用になった。Edubuntuは16.04 LTSのアップデートをスキップし、コントリビューター不足のため14.04にとどまる予定であることを発表した。その後、何年か中断したものの、2023年4月にこのディストロは公式フレーバーとして復活した。
| リリース                                               | コードネーム     | 公開日                    | サポート期限   |
| ------------------------------------------------------ | ---------------- | ------------------------- | -------------- |
| 5.10                                                   | Breezy Badger    | 2005年10月13日            | 2007年4月13日  |
| 6.06 LTS                                               | Dapper Drake     | 2006年6月1日              | 2009年7月14日  |
| 6.10                                                   | Edgy Eft         | 2006年10月26日            | 2008年4月25日  |
| 7.04                                                   | Feisty Fawn      | 2007年4月19日             | 2008年10月19日 |
| 7.10                                                   | Gutsy Gibbon     | 2007年10月18日            | 2009年4月18日  |
| 8.04 LTS                                               | Hardy Heron      | 2008年4月24日             | 2011年5月12日  |
| 8.10                                                   | Intrepid Ibex    | 2008年10月30日            | 2010年4月30日  |
| 9.04                                                   | Jaunty Jackalope | 2009年4月23日             | 2010年10月23日 |
| 9.10                                                   | Karmic Koala     | 29 October 2009年10月29日 | 2011年4月29日  |
| 10.04 LTS                                              | Lucid Lynx       | 2010年4月29日             | 2013年5月9日   |
| 10.10                                                  | Maverick Meerkat | 2010年10月10日            | 2012年4月10日  |
| 11.04                                                  | Natty Narwhal    | 2011年4月28日             | 2012年10月28日 |
| 11.10                                                  | Oneiric Ocelot   | 2011年10月13日            | 2013年5月9日   |
| 12.04 LTS                                              | Precise Pangolin | 2012年4月26日             | 2017年4月28日  |
| 12.10                                                  | Quental Quetzal  | 2012年10月18日            | 2014年5月18日  |
| 13.04                                                  | Raring Ringtail  | 2013年4月25日             | 2014年1月27日  |
| 13.10                                                  | Saucy Salamander | 2013年10月27日            | 2014年7月17日  |
| 14.04 LTS                                              | Trusty Tahr      | 2014年4月17日             | 2019年4月30日  |
| 23.04                                                  | Lunar Lobster    | 2023年4月30日             | 2024年1月      |
| 23.10                                                  | Mantic Minotaur  | 2023年10月12日            | 2024年7月      |
| 24.04 LTS                                              | Noble Numbat     | 2024年4月25日             | 2027年4月      |
| 24.10                                                  | Oracular Oriole  | 2024年10月10日            | 2025年7月      |
| 25.04                                                  | Plucky Puffin    | 2025年4月17日             | 2026年1月      |
| 凡例サポート終了サポート中現行バージョン将来のリリース |                  |                           |                |